# Королевский сад (Копенгаген)
Королевский сад (дат. Kongens Have) — старейший и самый посещаемый парк Копенгагена. Парк был заложен в 1606 году по приказу короля Кристиана IV одновременно с началом строительства замка Розенборг.
Рядом с парком находятся Ботанический сад, бывшая астрономическая обсерватория Эстервольд, Государственный музей искусств, главный офис железнодорожной компании DSB, музей «Davids Samling». На южной окраине сада находится улица Кронпринсессегаде.

## Ссылки

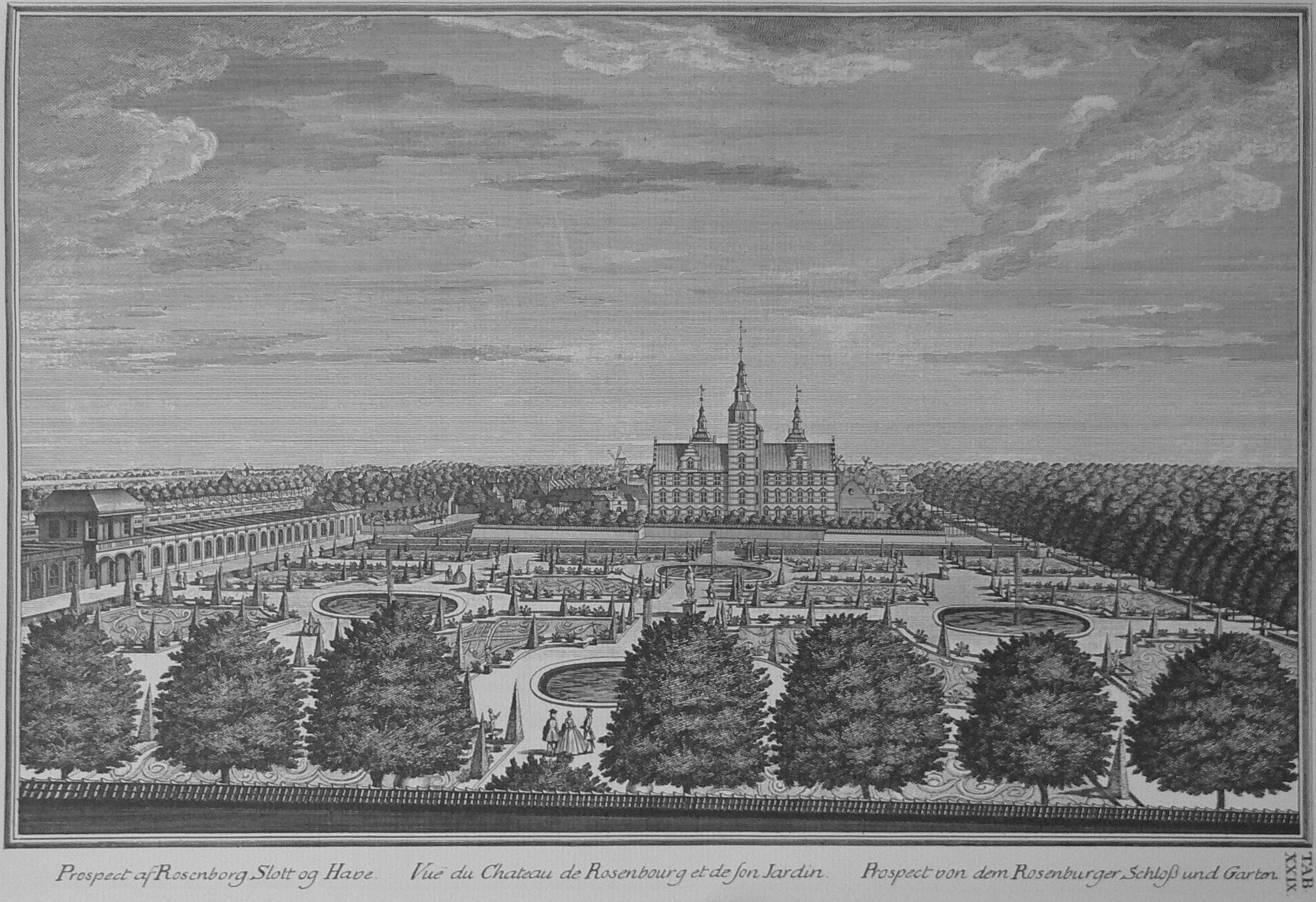
Вид на парк с западной стороны, 1764 год